# 밤과 낮 (2008년 영화)
《밤과 낮(Night and Day)》은 2008년에 개봉한 대한민국의 영화 작품이다. 홍상수의 여덟 번째 작품이다.

## 줄거리
40대의 유부남인 국선 화가 성남은 함께 대마초를 피운 선배가 구속되자 잠시 프랑스 파리로 도피한다. 파리에서 옛 애인을 비롯한 여러 여인들을 만난 뒤 다시 서울로 돌아온다는 이야기이다.

## 출연진
- 김영호 - 김성남 역
- 박은혜 - 이유정 역
- 황수정 - 한성인 역
- 기주봉 - 장선생 역
- 이선균 - 윤경수 역
- 이상훈 - 장 선생 큰아들 역
- 이정훈 - 장 선생 작은아들 역

## 수상
- 2008년 제17회 부일영화상 최우수작품상
- 2008년 제9회 부산영화평론가협회상 신인여우상 (박은혜)

## 기타
- 제58회 베를린국제영화제 경쟁부문에 출품되어 호평받았으나 수상하지는 못했다.[1][2]
- 포스터에는 귀스타브 쿠르베의 〈세상의 기원〉이 뒷배경으로 등장했다.[3]
- 주인공의 부인 역을 맡은 황수정은 후반부를 제외하면 대부분 목소리로만 출연한다.[4]

## 참고 자료
- 남다은 (2008년 2월 27일). “김성남씨의 감정 여행 <밤과 낮>”. 씨네21. 2016년 4월 10일에 원본 문서에서 보존된 문서. 2008년 2월 29일에 확인함.
- 씨네21 취재팀 (2007년 10월 8일). “홍상수의 8번째 장편 촬영 종료”. 씨네21. 2016년 4월 10일에 원본 문서에서 보존된 문서. 2008년 2월 12일에 확인함.